# John Doaninoel
John Doaninoel SM (ur. 1 marca 1950 w Timputz, zm. 7 sierpnia 2018 w Honiarze) – papuański duchowny rzymskokatolicki posługujący na Wyspach Salomona, w latach 2011-2018 biskup pomocniczy Honiary.

## Życiorys
Święcenia kapłańskie przyjął 20 grudnia 1980 w zgromadzeniu marystów. Po święceniach pracował duszpastersko w Buin, Hehela-Buka i w Tubianie, zaś w latach 1988–1997 pełnił funkcję przełożonego marystów w regionie Oceanii. W latach 1992–1994 więziony przez papuańskich secesjonistów. W 1997 został rektorem kolegium zakonnego w Bomanie, zaś w 2005 ponownie został wybrany prowincjałem.
6 grudnia 2007 został prekonizowany biskupem pomocniczym Rabaulu ze stolicą tytularną Girus Tarasii. Sakry biskupiej udzielił mu 8 marca 2008 abp Karl Hesse. 9 czerwca 2011 został mianowany biskupem pomocniczym Honiary.
Zmarł w rezydencji biskupiej w Honiarze 7 sierpnia 2018.